# Chronik der Stadt München/seit 2001
Diese Liste ist eine Teilliste der Chronik der Stadt München. Sie listet Ereignisse der Geschichte Münchens aus dem 21. Jahrhundert auf.

## 2001
- März: Erstmalige Verleihung des Karl-Buchrucker-Preises
- 23. Mai: Der FC Bayern München ist Sieger der UEFA Champions League 2000/01.
- 26.–29. Juli: Judo-Weltmeisterschaften 2001
- Juli: Eröffnung des Eine-Welt-Hauses
- Das Festival GARNIX findet zum ersten Mal statt
- Erstmalige Verleihung des Kunstpreises Sigi-Sommer-Taler
- Gründung des Polnischen Kulturzentrums
- Gründung des Vereins Tierrettung München

## 2002
- 6. bis 11. August: Leichtathletik-Europameisterschaften 2002
- 16. September: Eröffnung der Pinakothek der Moderne

## 2003
- 9. November: Grundsteinlegung für das Jüdische Zentrum, Anschlagsversuch der neonazistischen Kameradschaft Süd
- Beginn der Münchner CSU-Affäre
- 19. März: Eröffnung der Fünf Höfe
- Eröffnung der Kultfabrik
- Fertigstellung der Siedlung Barlowstraße

## 2004
- 13. Juli: Väterchen Timofei stirbt
- 29. Juli–1. August: IX. EuroGames
- Gründung der Mediadesign Hochschule
- Fertigstellung des Hochhauses Uptown München
- Fertigstellung der Highlight Towers
- Eröffnung der Riem Arcaden
- Gründung des Rockmuseum Munich

## 2005
- 14. Januar: Mord an Rudolph Moshammer
- 28. April bis 9. Oktober: Bundesgartenschau 2005
- 30. Mai: Eröffnung der Allianz Arena
- 15. Juni: Mord an Theodoros Boulgarides durch den Nationalsozialistischen Untergrund
- 3. Oktober: Einweihung des Denkmals Zur Deutschen Einheit
- Das Landesamt für Vermessung und Geoinformation Bayern wird gegründet
- Start der Münchner Löwenparade

## 2006
- 15. Mai: Charlotte Böhringer wird ermordet
- 12. August: Grand Prix der Volksmusik 2006
- 9. November: Einweihung des Jüdischen Zentrums in München
- 15. November: Beginn der Ermittlungen zum Siemens-Schmiergeldskandals
- Gründung der Hochschule für Angewandte Sprachen
- Das KALIBER35 Munich International Short Film Festival findet zum ersten Mal statt

## 2007
- 1. Juli: Fertigstellung des The Charles Hotel
- 17. Oktober: Eröffnung der BMW Welt
- 27. Oktober: Eröffnung des MVG Museums

## 2008
- 27. März: Das Projekt Transrapid München wird wegen Nichtfinanzierbarkeit beendet.
- 14./15. Juni: 850. Stadtjubiläum Münchens
- 29. Juni: Reinhard Marx wird Erzbischof von München und Freising

## 2009
- 18. Mai: Einweihung des Museums Brandhorst
- 12. August: Gründung der Care-for-Rare-Stiftung
- 29. August: Grand Prix der Volksmusik 2009
- 11. September: Einweihung des Zentralen Omnibusbahnhofs
- 12. September: Tod Dominik Brunners am S-Bahnhof Solln
- Abriss des Schwarzen Hauses
- Einweihung des Denkmals zum 8. November 1939
- Lichtinstallation Stern des Südens an der Windkraftanlage Fröttmaning

## 2010
- 12.–16. Mai: Ökumenischer Kirchentag

## 2011
- 31. Januar: Die Skulptur Mae West wird aufgestellt.
- 4.–6. Februar: 47. Münchner Sicherheitskonferenz
- 15. März: Eröffnung der Pasing Arcaden

## 2012
- 3.–5. Februar: 48. Münchner Sicherheitskonferenz
- 28. Februar – 2. März: 1280 unbekannte bzw. verschollen geglaubte Kunstwerke werden gefunden.

## 2013
- 1.–3. Februar: 49. Münchner Sicherheitskonferenz
- seit 6. Mai: NSU-Prozess
- 25. Mai: Der FC Bayern München ist Sieger der UEFA Champions League 2012/13.
- 28. Mai: Mord an Domenico Lorusso
- Mai: Wiedereröffnung der Städtischen Galerie im Lenbachhaus, Eröffnung des Erweiterungsbaus.
- 11. Juni: Eröffnung des Neubaus des Staatlichen Museums Ägyptischer Kunst

## 2014
- 31. Januar – 2. Februar: 50. Münchner Sicherheitskonferenz
- 1. Mai: Dieter Reiter wird Oberbürgermeister

## 2015
- 6.–8. Februar: 51. Münchner Sicherheitskonferenz
- 30. April: Eröffnung des NS-Dokumentationszentrums

## 2016
- 12.–14. Februar: 52. Münchner Sicherheitskonferenz
- 22. Juli: Anschlag am und im Münchner Olympia-Einkaufszentrum

## 2017
- 17.–19. Februar: 53. Münchner Sicherheitskonferenz
- 11. Juli: Verkündung des Urteils im NSU-Prozess am 438. Verhandlungstag
- 1. September: Abriss des denkmalgeschützten Uhrmacherhäusls
- 6. September: Eröffnung des Erinnerungsorts Olympia-Attentat

## 2018
- 16.–18. Februar: 54. Münchner Sicherheitskonferenz

## 2019
- 15.–17. Februar: 55. Münchner Sicherheitskonferenz

## 2020
- 15. März: Kommunalwahl in München
- 23. August: Der FC Bayern München ist Sieger der UEFA Champions League 2019/20.

## 2021
- 19. Februar: 57. Münchner Sicherheitskonferenz

## 2022
- 18.–20. Februar: 58. Münchner Sicherheitskonferenz
- 11.–21. August: European Championships 2022
- Mehr als 1,5 Millionen Einwohner in München (Einwohnerentwicklung von München)

## 2023
- 17.–19. Februar: 59. Münchner Sicherheitskonferenz
- 11. Juni: Brand der Ost-West-Friedenskirche im Oberwiesenfeld

## 2024
- 21. Januar: Demonstration gegen Rechtsextremismus mit mehr als 100.000 Teilnehmern
- 16.–18. Februar: 60. Münchner Sicherheitskonferenz

## 2025
- 13. Februar: Bei einem Anschlag auf einen Demonstrationszug werden 39 Personen teils schwer verletzt.
- 14.–16. Februar: 61. Münchner Sicherheitskonferenz